# 물거미
물거미는 거미목 잎거미과의 거미이다. 물속에 공기주머니를 만들어서 생활하며, 알도 그 속에서 보호한다. 먹이는 하루살이 애벌레 등의 물 속에 사는 곤충이다. 연천 은대리의 물거미 서식지가 천연기념물 제 412호로 지정되어 있고, 2017년 환경부 지정 멸종위기 Ⅱ급 생물목록에 추가되었다.

## 같이 보기
- 연천 은대리의 물거미 서식지